# Muscolo retto posteriore minore della testa
Nell'anatomia umana il muscolo retto posteriore minore della testa (rectus capitis posterior minor) è un muscolo della regione suboccipitale del collo.
Si inserisce sull'impronta rugosa dell'osso occipitale (al di sotto della linea nucale) e sul tubercolo dell'atlante.
Recenti ricerche correlano una sua unione con la dura madre del midollo spinale, in caso di anomala contrazione (anche per alterazioni posturali tra il capo e le prime vertebre cervicali) potrebbe essere responsabile di mal di testa cervicale .